# زعرور طويل
الزعرور الطويل (باللاتينية: Crataegus longipes) نوع نباتي يتبع جنس الزعرور من الفصيلة الوردية.

## الموئل والانتشار
موطنه بلاد الشام وتركيا.